# بخش رودنیانسکی، استان اسمولنسک
بخش رودنیانسکی (به لاتین: Rudnyansky District) یک منطقهٔ مسکونی در روسیه است که در استان اسمولنسک واقع شده‌است.